# Problepsis candidior
Problepsis candidior là một loài bướm đêm trong họ Geometridae.